# Chercos
Chercos község Spanyolországban, Almería tartományban. Lakosainak száma 303 fő (2024).

## Földrajza
Chercos Alcudia de Monteagud, Tahal, Macael és Líjar községekkel határos.

## Népesség
A település lakosságának változását az alábbi diagram mutatja:
| Lakosok száma | 297  | 286  | 300  | 295  | 303  | 280  | 267  | 278  | 288  | 303  |
|               | 2001 | 2004 | 2006 | 2009 | 2011 | 2014 | 2016 | 2019 | 2021 | 2024 |